# USS Rowan (DD-405)
«Рован» (англ. USS Rowan (DD-405) — військовий корабель, ескадрений міноносець типу «Бенгам» військово-морських сил США за часів Другої світової війни.
«Рован» був закладений 25 червня 1937 року на верфі Norfolk Naval Shipyard, Портсмуті, де 5 травня 1938 року корабель був спущений на воду. 23 вересня 1939 року він увійшов до складу ВМС США.

## Історія

### 1942
У травні 1942 року американський есмінець «Рован» входив до сил ескорту великого конвою PQ 16, який супроводжував 35 транспортних суден (21 американське, 4 радянські, 8 британських, 1 голландське та одне під панамським прапором) до Мурманська від берегів Ісландії зі стратегічними вантажами і військовою технікою з США, Канади і Великої Британії. Їх супроводжували 17 ескортних кораблів союзників, до острова Ведмежий конвой прикривала ескадра з 4 крейсерів і 3 есмінців.
Попри атакам німецького підводного човна U-703, повітряним нападам бомбардувальників He 111 та Ju 88 бомбардувальних ескадр I./KG 26 і KG 30 конвой, втратив сім суден і ще одне повернуло назад на початку походу, дістався свого місця призначення.

### 1943
З 1943 року корабель діяв у супроводженні конвоїв до Північної Африки. 12 березня вийшов з есмінцями «Мейрант», «Вейнрайт», «Чамплін», «Тріпп», «Райнд» і «Хоббі» на супровід конвою UGS 6. У результаті нападу німецьких «вовчих зграй» на транспортний конвой з 45 суден чотири суховантажні судна були потоплені, ще одне дістало пошкоджень. Разом з цим, американський есмінець «Чамплін» спромігся потопити німецький підводний човен U-130 обер-лейтенанта-цур-зее З.Келлера.